# Quick Step (wielerploeg)/2011

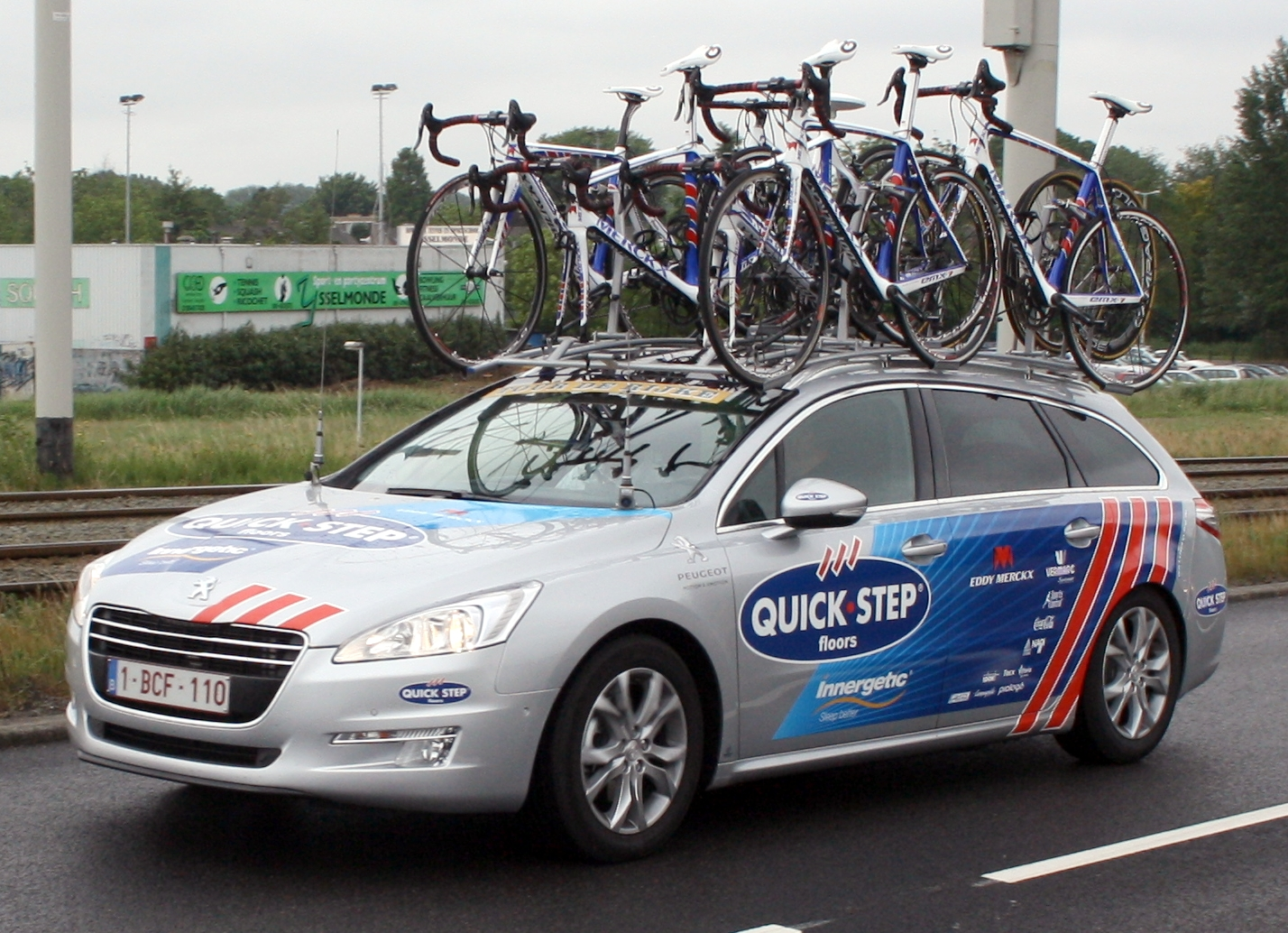
Quick Step in 2011

Deze pagina geeft een overzicht van de Quick Step-wielerploeg in 2011.

## Algemeen
Sponsor: Quick · Step
Algemeen manager: Patrick Lefevere
Ploegleiders: Davide Bramati, Wilfried Peeters, Tom Steels, Rik Van Slycke, Marco Velo
Fietsmerk: Merckx Bikes

## Renners
| Naam                      | Geboortedatum | Nationaliteit | Ploeg 2010                                                         |
| ------------------------- | ------------- | ------------- | ------------------------------------------------------------------ |
| Marco Bandiera            | 12-06-1984    | Italië        | Katjoesja                                                          |
| Tom Boonen                | 15-10-1980    | België        |                                                                    |
| Andy Cappelle             | 30-04-1979    | België        | Willems Verandas                                                   |
| Dario Cataldo             | 17-03-1985    | Italië        |                                                                    |
| Sylvain Chavanel          | 30-06-1979    | Frankrijk     |                                                                    |
| Francesco Chicchi         | 27-11-1980    | Italië        | Liquigas-Doimo                                                     |
| Gerald Ciolek             | 19-09-1986    | Duitsland     | Team Milram                                                        |
| Dries Devenyns            | 22-07-1983    | België        |                                                                    |
| Kevin De Weert            | 27-05-1982    | België        |                                                                    |
| Addy Engels               | 16-06-1977    | Nederland     |                                                                    |
| Iljo Keisse               | 21-12-1982    | België        |                                                                    |
| Marc de Maar              | 15-02-1984    | Curaçao       | Unitedhealthcare presented by Maxxis                               |
| Nikolas Maes              | 09-04-1986    | België        |                                                                    |
| Davide Malacarne          | 11-07-1987    | Italië        |                                                                    |
| Jérôme Pineau             | 02-01-1980    | Frankrijk     |                                                                    |
| Francesco Reda            | 19-11-1982    | Italië        |                                                                    |
| Frederique Robert         | 25-01-1989    | België        | PWS Eijssen                                                        |
| Kevin Seeldraeyers        | 12-09-1986    | België        |                                                                    |
| Andreas Stauff            | 22-01-1987    | Duitsland     |                                                                    |
| Gert Steegmans            | 30-09-1980    | België        | Team RadioShack                                                    |
| Zdeněk Štybar             | 11-12-1985    | Tsjechië      | Telenet-Fidea (tot 28 februari 2011), vanaf 1 maart bij Quick Step |
| Niki Terpstra             | 18-05-1984    | Nederland     | Team Milram                                                        |
| Jan Tratnik               | 23-02-1990    | Slovenië      | Zheroquadro Radenska                                               |
| Kristof Vandewalle        | 05-04-1985    | België        | Topsport Vlaanderen                                                |
| Kevin Van Impe            | 19-04-1981    | België        |                                                                    |
| Guillaume Van Keirsbulck  | 14-02-1991    | België        | Beveren 2000                                                       |
| Julien Vermote            | 26-07-1989    | België        | Beveren 2000                                                       |
| Stagiairs                 |               |               |                                                                    |
| Matteo Trentin (stagiair) | 02-08-1989    | Italië        |                                                                    |

## Overwinningen
| Ronde van Qatar 1e etappe: Tom Boonen Nokere Koerse Winnaar: Gert Steegmans Gent-Wevelgem Winnaar: Tom Boonen Nationale kampioenschappen Curaçao - wegwedstrijd: Marc de Maar Curaçao - wegtijdrit: Marc de Maar Frankrijk - wegwedstrijd: Sylvain Chavanel GP Jef Scherens Winnaar: Jérôme Pineau Omloop van het Houtland Winnaar: Guillaume Van Keirsbulck GP Briek Schotte Winnaar: Guillaume Van Keirsbulck Zesdaagse van Amsterdam Winnaar: Iljo Keisse en Niki Terpstra Zesdaagse van Grenoble Winnaar: Iljo Keisse (met Morgan Kneisky) Zesdaagse van Zürich Winnaar: Iljo Keisse (met Franco Marvulli) Europese kampioenschappen baanwielrennen Ploegkoers: Iljo Keisse (met Kenny De Ketele) |

## Belangrijke overwinningen in het veld
TOI TOI Cup Stříbro
Winnaar: Zdeněk Štybar
Supercross Baden
Winnaar: Zdeněk Štybar
Bollekescross
Winnaar: Zdeněk Štybar
Kermiscross
Winnaar: Zdeněk Štybar
Mannen:   2003 · 2004 · 2005 · 2006 · 2007 · 2008 · 2009 · 2010 · 2011 · 2012 · 2013 · 2014 · 2015 · 2016 · 2017 · 2018 · 2019 · 2020 · 2021 · 2022 · 2023 · 2024 · 2025
Vrouwen:   2019 · 2020 · 2021 · 2022 · 2023 · 2024 · 2025
AG2R-La Mondiale · Astana · BMC Racing Team · Euskaltel-Euskadi · Team Garmin-Cervélo · Team HTC-High Road · Katjoesja · Lampre-ISD · Team Leopard-Trek · Liquigas-Cannondale · Team Movistar · Omega Pharma-Lotto · Quick Step · Rabobank · Team RadioShack · Saxo Bank-Sungard · Sky ProCycling · Vacansoleil-DCM